# Caneta Espacial

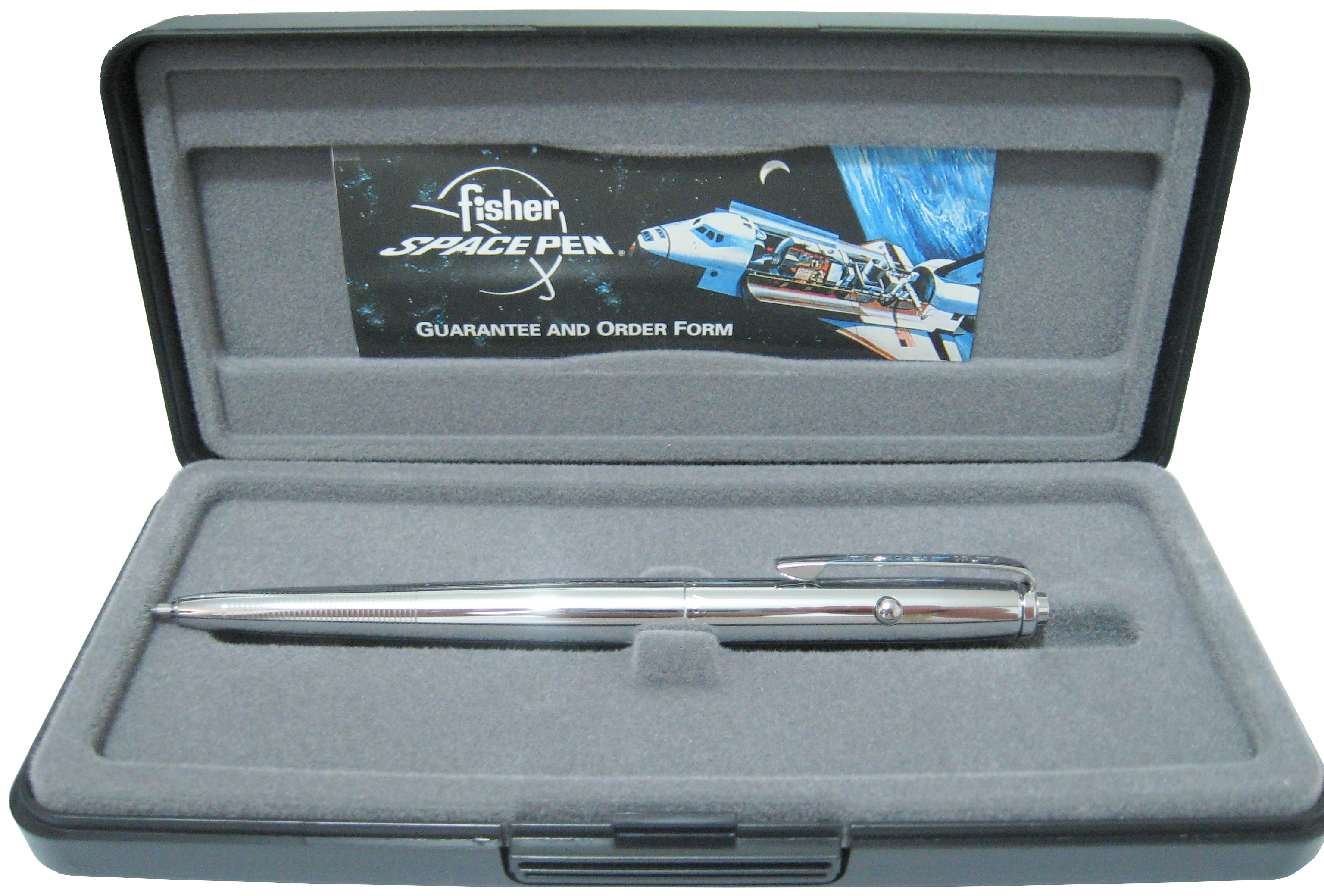
Caneta Espacial

A Caneta Espacial (do inglês: Space Pen, também conhecida como a Caneta dos Astronautas), comercializada pela Fisher SPACEPEN Co., é uma caneta que utiliza cartuchos pressurizados de tinta e tem a capacidade de escrever sob a gravidade zero, de cabeça para baixo, debaixo d'água, sobre papel molhado e gorduroso, em qualquer ângulo, e em faixas de temperatura extremas.
A Caneta Espacial Fisher foi inventada pelo industrial e fabricante da caneta Paul C. Fisher e é fabricado em Boulder City, Nevada, Estados Unidos. Canetas de outros fabricantes alegando algumas ou todas as habilidades da Caneta Espacial também têm aparecido no mercado.

## Tecnologia
A esfera presente na ponta desta caneta é feita de carbeto de tungstênio e é precisamente montada para evitar vazamentos. Uma esfera deslizante separa a tinta a partir do gás pressurizado. A tinta tixotrópica fica armazenada no reservatório hermeticamente fechado e sob pressão.A caneta pode escrever em altitudes de até  3810 metros. A tinta é forçada a sair devido ao ar comprimido a uma pressão de cerca de 35 psi (kPa 240). Temperaturas de operação variam de -35 a 120 graus Celsius. A caneta tem uma vida útil estimada (sem uso) de 100 anos.
Uma das primeiras patentes da caneta espacial está sob o registro US3285228, que foi apresentado em 19 de maio de 1965.

## Modelos
Existem dois estilos de destaque da caneta: a caneta "AG7 Astronaut ", uma caneta retrátil com corpo longo fino em forma de uma caneta esferográfica comum, e a "bullet" que não é retrátil e tem o corpo mais curto do que as canetas comuns quando tampado, mas quando a tampa é afixada na parte traseira para a escrita assume o tamanho de uma caneta comum. Uma caneta deste modelo está em exposição permanente no Museu de Arte Moderna (Nova Iorque).
Vários dos modelos da Caneta Espacial (o modelo "Millennium" é um) são fabricados para escrever durante uma vida inteira para um usuário "médio". Como isto é muito vago, nas especificações do produto existe uma indicação de que a caneta vai escrever exatamente 30,7 milhas (cerca de 48,15 quilômetros).

## Cartuchos de recarga
Os cartuchos de recarga comuns da Caneta Espacial podem ser usados em qualquer caneta que utilize cartuchos no padrão das canetas esferográficas Parker bastando, para isso, utilizar o adaptador de plástico que é fornecido com cada recarga.
Existe uma grande variedade de cores de tinta disponíveis para os cartuchos de recarga da Caneta Espacial. Podem ser encontrados tanto os tradicionais azul e preto como cores variadas, entre elas: verde, vinho, púrpura e marrom.
Existem também alguns cartuchos especiais como o Guardião de Cheques (do inglês: Check Guardian) que possui uma tinta especial para evitar que a tinta da caneta seja removida para a adulteração de cheques.
Outro cartucho especial é aquele que escreve com tinta invisível. A única forma de visualizar aquilo que foi escrito é utilizando uma lâmpada ultravioleta.

## Necessidade
Na terra, a gravidade puxa a tinta que está presente no reservatório de tinta das canetas comuns. Normalmente não percebemos isso pois é natural escrever com a esfera da caneta voltada para baixo. Porém ao tentar escrever de cabeça-para-cima percebemos que as canetas comuns falham após os primeiros traços.
No espaço, enquanto os astronautas estão em órbita, não existe uma força suficientemente forte os puxando em direção à terra. O mesmo ocorre com a tinta da caneta: como não há força puxando a tinta em direção alguma ela tende a permanecer no cartucho. Desta forma não é possível escrever no espaço com uma caneta comum.

## Uso nos programas espaciais estadunidense e soviético
Existe um mito que relata que o governo dos Estados Unidos teria gasto milhões para desenvolver uma caneta que escrevesse no espaço enquanto a União Soviética teria tomado a decisão mais simples e barata de usar lápis.
Como a maioria das lendas urbanas, esta não é totalmente falsa:
- A NASA iniciou pesquisas para desenvolver uma caneta espacial, mas os custos do projeto se elevaram, levando ao seu cancelamento. Então os astronautas voltaram a usar lápis, como os homólogos cosmonautas soviéticos[2][3].
- As pesquisas para o desenvolvimento da Caneta Espacial Fisher foram inteiramente financiadas pelo seu inventor, que tomou a iniciativa sem que houvesse uma solicitação formal da NASA. Tampouco houve financiamento por parte do Governo dos Estados Unidos. Depois de inventá-la, Fisher solicitou em 1965 que a agência espacial estadunidense a testasse. Após longos testes, a NASA decidiu adotar as canetas nas futuras missões Apollo. Registra-se que foram adquiridas 400 unidades a US$6 cada uma.
- Os programas anteriores da NASA usaram lápis[4], mas os perigos que as pontas quebradas e o pó do grafite representavam para os aparelhos eletrônicos em condições de gravidade zero, assim como a madeira - substância inflamável - que os revestem[4] indicavam a necessidade de desenvolver uma alternativa.
- Os cosmonautas russos usaram lápis comuns e lápis de cor em lousas de plástico até adotarem uma caneta espacial em 1969, com 100 unidades compradas para uso todas as futuras missões[5].
- Em 2008, a caneta espacial usada por Gene Cernan a bordo da Apollo 17 foi leiloada por Heritage Auctions, arrematada por 23.900 dólares[6].